# Recep İvedik (personnage)
 Pour plus de détails, voir Fiche technique et Distribution
Recep İvedik est un personnage de fiction créé par le comédien turc Şahan Gökbakar, qu'il reprendra par la suite dans un film éponyme réalisé par Togan Gökbakar en 2008, puis dans ses cinq suites sorties en 2009, 2010, 2014, 2017, 2019 et 2022.
Il est le personnage principal des films suivants :
- Recep İvedik (2008)
- Recep İvedik 2 (2009)
- Recep İvedik 3 (2010)
- Recep İvedik 4 (2014)
- Recep İvedik 5 (2017)
- Recep İvedik 6 (2019)
- Recep İvedik 7 (2022)